# مارکوس ووکل
مارکوس ووکل (به آلمانی: Markus Wuckel) بازیکن فوتبال و مهاجم اهل آلمان شرقی بود که از سال ۱۹۸۷ میلادی عضو تیم ملی فوتبال آلمان شرقی بوده‌است. وی در ۴ بازی ملی حضور داشته و در بازی‌های ملی‌اش ۲ گل به ثمر رساند. مارکوس ووکل آخرین بازی ملی خود را در سال ۱۹۹۰ میلادی انجام داد.